# 迪诺·达科斯塔
迪诺·达科斯塔（葡萄牙語：Dino da Costa，1931年8月1日—2020年11月10日），男，意大利足球运动员。他曾当选1956-1957赛季意甲联赛最佳射手。